# Odesind de Ribagorça

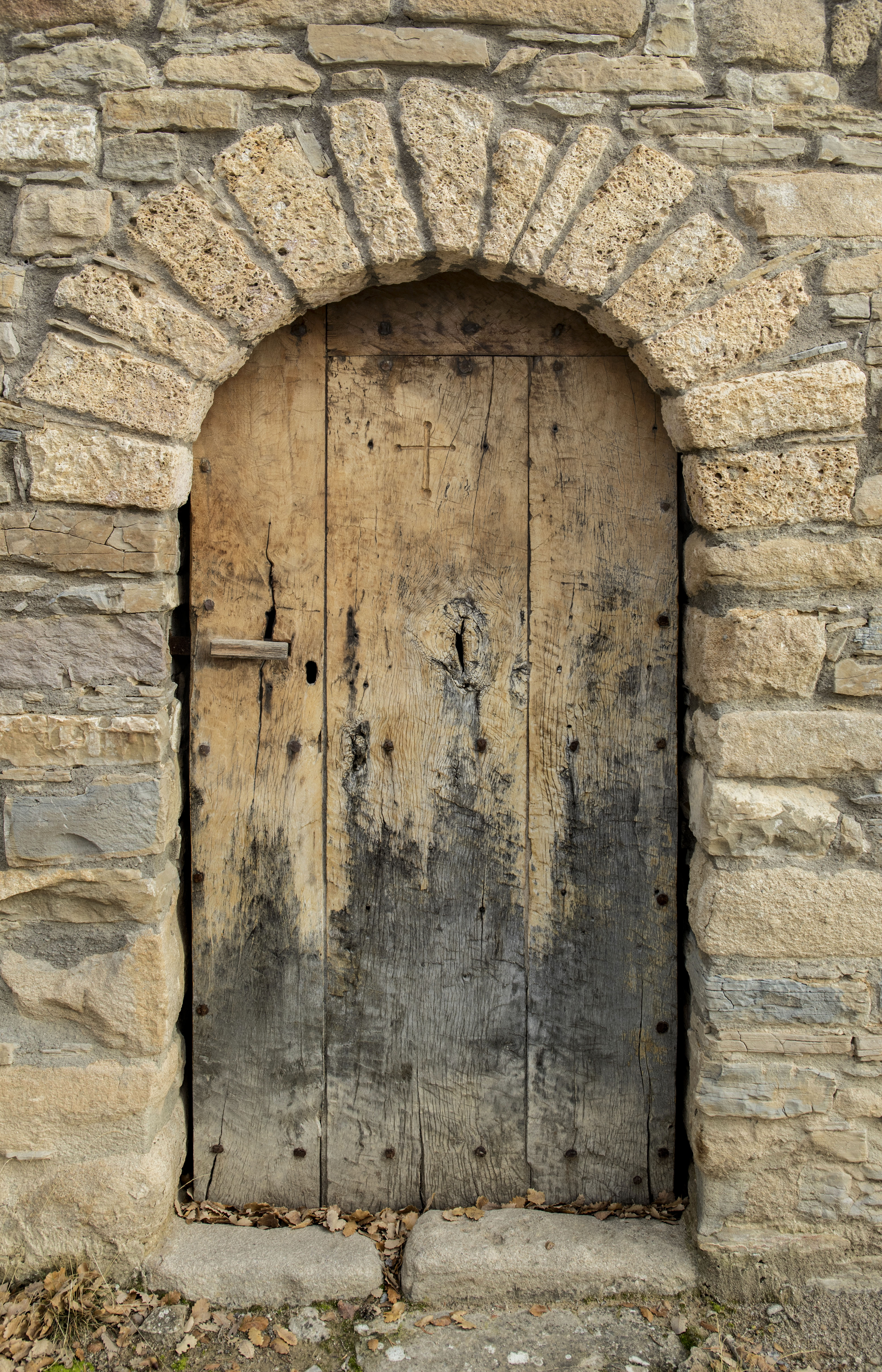
Porta de l'ermita de Pedrui

Odesind de Ribagorça o Odissén de Ribagorça, (?-975) bisbe de Roda d'Isàvena (955-975). Fill de Ramon III de Ribagorça i Garsenda d'Armanyac.
Hi hagué molt enrenou sobre la creació del bisbat al s. IX, promogut pel seu besavi, Ramon II, amb l'ajuda del bisbe usurpador Esclua a la diòcesi d'Urgell. Aquell bisbat fou molt efímer, però el pare d'Odesind, Ramon III de Ribagorça, tornà a promoure'l i aconseguí refermar-lo però amb poca eficàcia en l'organització eclesiàstica del territori. El Bisbat de Roda de Ribagorça quedà limitat només al comtat de la Ribagorça, sense el Pallars.
Consagrà el santuari de la Mare de Déu del castre de Pedrui, el 5 de novembre de 972.
El 892, el sínode de la Seu d'Urgell posà fi a la crisi eclesiàstica als comtats catalans destituint Esclua. El bisbe Adolf continuà en el càrrec fins a la mort, moment en què el nou bisbat de Pallars havia de tornar a la diòcesi d'Urgell. Esclua fou condemnat i excomunicat, fou ignominiosament deposat de lesinsígnies episcopals: despullat davant tothom dels induments episcopals i estripats aquests, trencats els seus bàculs sobre el seu cap i arrencat els anells dels seus dits, fou expulsat de tot ordre clerical i deposat.
De tota manera, el Bisbat de Roda de Ribagorça a més de perdurar fins a la mort Adolf, encara el succeí Ató de Bigorra, aproximadament fins a la nova creació de nou del bisbat i l'entrada del nou bisbe Odesind de Ribagorça, fill de Ramon III de Ribagorça i Toda d'Aragó.
La diòcesi de Roda pervisqué poc més de dos-cents anys, en ser afegida el 1101 al bisbat de Barbastre. En ser conquerida la ciutat de Lleida als àrabs, la importància d'aquesta ciutat feu necessària l'existència d'un bisbat en aquell lloc, i hi fou transferit el bisbat de Roda-Barbastre a Lleida el 1149, si bé l'església de Roda d'Isàvena va conservar el títol de seu catedralícia, i va conservar un capítol catedralici de vuit membres, sota la direcció d'un prior.
Fou al segle xiv que Roda va perdre ja definitivament el caràcter de seu episcopal, i el que hi romania de l'antiga seu fou dut a Lleida, quedant-hi només un priorat amb domini sobre una part de les terres i parròquies del voltant. Convertit en canònica, a mitjan segle xix perdé la comunitat i passà a ser una parròquia més del bisbat de Lleida.